# Rammenau
Rammenau är en kommun och ort i Landkreis Bautzen i förbundslandet Sachsen i Tyskland. Kommunen har cirka 1 300 invånare.
Kommunen ingår i förvaltningsområdet Bischofswerda tillsammans med kommunen Bischofswerda.